# Vegyes váltó szánkó a 2022. évi téli olimpiai játékokon
A 2022. évi téli olimpiai játékokon a szánkó vegyes váltó versenyszámát február 10-én rendezték. Az aranyérmet a német csapat nyerte. Magyar csapat nem vett részt a versenyen.

## Eredmények
A verseny 21:30-kor (magyar idő szerint 14:30-kor) kezdődött. Minden csapat három egységből állt, amelyet négy fő alkotott: egy női egyesből, egy férfi egyesből, és egy kettesből, amely szabadon összeállítható. Az egységek egymás után indultak úgy, hogy a célba érkező egység megütött egy táblát a célban, amely a startnál kinyitotta a kaput a következő egység számára. Az utolsóként célba érkező egységnél állt meg az óra, ennek az eredménynek a sorrendje határozta meg a verseny végeredményét.
| Helyezés | R  | Csapat | Női egyes | Férfi egyes | Kettes        | Összesítés    | Hátrány |
| -------- | -- | --- | --------- | ----------- | ------------- | ------------- | ------- |
| Arany    | 14 | Németország (GER) · Natalie Geisenberger · Johannes Ludwig · Tobias Wendl / Tobias Arlt                                        | 1:00,090  | 1:01,407    | 1:01,909      | 3:03,486      | –       |
| Ezüst    | 13 | Ausztria (AUT) · Madeleine Egle · Wolfgang Kindl · Thomas Steu / Lorenz Koller                                                 | 1:00,054  | 1:01,342    | 1:02,090      | 3:03,486      | +0,080  |
| Bronz    | 12 | Lettország (LAT) · Elīza Tīruma · Kristers Aparjods · Mārtiņš Bots / Roberts Plūme                                             | 1:00,578  | 1:01,451    | 1:02,325      | 3:04,354      | +0,948  |
| 4.       | 10 | Az Orosz Olimpiai Bizottság versenyzői (ROC) · Tatyjana Ivanova · Roman Repilov · Alekszandr Gyenyiszjev / Vlagyiszlav Antonov | 1:00,147  | 1:01,757    | 1:02,763      | 3:04,667      | +1,261  |
| 5.       | 11 | Olaszország (ITA) · Andrea Vötter · Leon Felderer · Emanuel Rieder / Simon Kainzwaldner                                        | 1:00,618  | 1:01,960    | 1:02,274      | 3:04,852      | +1,446  |
| 6.       | 8  | Kanada (CAN) · Trinity Ellis · Reid Watts · Tristan Walker / Justin Snith                                                      | 1:00,880  | 1:02,222    | 1:02,133      | 3:05,235      | +1,829  |
| 7.       | 9  | Egyesült Államok (USA) · Ashley Farquharson · Chris Mazdzer · Zachary Di Gregorio / Sean Hollander                             | 1:00,332  | 1:02,077    | 1:03,332      | 3:05,741      | +2,335  |
| 8.       | 6  | Lengyelország (POL) · Klaudia Domaradzka · Mateusz Sochowicz · Wojciech Chmielewski / Jakub Kowalewski                         | 1:01,448  | 1:02,727    | 1:02,961      | 3:07,136      | +3,730  |
| 9.       | 2  | Románia (ROU) · Raluca Strămăturaru · Valentin Crețu · Vasile Gîtlan / Darius Şerban                                           | 1:01,402  | 1:02,743    | 1:03,547      | 3:07,692      | +4,286  |
| 10.      | 1  | Csehország (CZE) · Anna Čežíková · Michael Lejsek · Filip Vejdělek / Zdeněk Pěkný                                              | 1:01,852  | 1:03,545    | 1:04,159      | 3:09,556      | + 6,150 |
| 11.      | 5  | Ukrajna (UKR) · Yulianna Tunytska · Anton Dukach · Ihor Stakhiv / Andrii Lysetskyi                                             | 1:01,123  | 1:04,244    | 1:04,237      | 3:09,604      | + 6,198 |
| 12.      | 3  | Kína (CHN) · Wang Peixuan · Fan Duoyao · Huang Yebo / Peng Junyue                                                              | 1:01,947  | 1:03,467    | 1:04,768      | 3:10,182      | +6,776  |
| 13.      | 4  | Dél-Korea (KOR) · Aileen Frisch · Lim Nam-kyu · Park Jin-yong / Cho Jung-myung                                                 | 1:02,682  | 1:05,265    | 1:03,291      | 3:11,238      | +7,832  |
| –        | 7  | Szlovákia (SVK) · Katarína Šimoňáková · Jozef Ninis · Tomáš Vaverčák / Matej Zmij                                              | 1:01,579  | 1:02,338    | nem ért célba | nem ért célba |         |